# Ураклавойська мова
Ураклавойська мова (ураклавойською Basa Urak Lawoi’, Basa Lumoh Lawoi’) — австронезійська мова малайської групи, поширена на півдні Таїланду. Нею розмовляють урак-лавої, колишні морські кочівники, які лише недавно перейшли на осілий спосіб життя.
Поселення урак-лавоїв розкидані на островах, розташованих уздовж Андаманського узбережжя південно-західного Таїланду: Пхукет, Пхі-Пхі, Джум, Ланта, Булон, Ліпе, Аданг. Чисельність урак-лавоїв, за оцінкою, сформованою на основі даних з різних джерел для окремих островів 1998—2006 років, становить близько 6000 осіб.
Незважаючи на свою назву, урак-лавої мають мало спільного з іншими малайськими кочовими й напівкочовими «морськими людьми» — оранг-лаутами.

## Систематичне положення
За словниковим складом та фонетичною системою ураклавойська мова є близькою до малайської, лінгвістично її можна навіть уважати за діалект малайської. Проте через ізольовану історію свого розвитку вона відрізняється від інших малайських мов семантично, метафізично і гносеологічно. Розмовна ураклавойська мова є незрозумілою для більшості носіїв малайських мов. У записаному ж вигляді носій індонезійської, малайзійської або мінангкабавської мови знайде ураклавойську на подив схожою на його рідну мову і в більшості випадків навіть цілком зрозумілою. Від стандартної малайської (малайзійської та індонезійської) ураклавойська відрізняється спрощеною граматикою, непродуктивною афіксацією, окремими регулярними фонетичними змінами та запозиченнями майже з усіх мов, з якими вона перебувала в контакті: санскрит, малайська, тайська та ін. Існує багато граматичних запозичень із тайської мови. Ураклавойська мова, малайська в своїй основі, описує та передає реальність, яка сильно відрізняється від того, з чим мають справу носії інших малайських мов. Вона адаптувалася до морського природного середовища, специфічних вірувань і суспільства та нетипового сприйняття світу, водночас зберегла лінгвістичні уявлення про досучасну реальність, яку втратили інші малайські мови. Таким чином, близькість ураклавойської до інших малайських мов часто навіть стає перешкодою для правильного її розуміння.
За відстанню, яка відділяє її від стандартної малайської, ураклавойську мову можна порівняти з батавською (Betawi) або молуццькою малайською (Moluccan Malay).

## Діалекти
Ураклавойська мова поділяється на три локальні діалекти: південний (аданзький або ліпеський) на островах Аданг і Тарутао, центральний (лантаський) на острові Ланта та північний (пхукетський) на Пхукеті та дрібних навколишніх островах. Відмінності між ними невеликі, переважно фонетичні, і всі діалекти є взаємно зрозумілими, сторонній навряд чи зможе їх виявити.
Хоча він і не є стандартним, пхукетський діалект вважається найпрестижнішим. Він найкраще представлений в державних органах Таїланду. В Пхукеті розташований Культурний центр урак-лавоїв, в головному ураклавойському населеному пункті острова Лаемтукае (Laem Tukkae, ураклавойською Юбан, Yuban) проживають найактивніші релігійні та культурні діячі народу. Всередині пхукетського діалекту розрізняють варіанти мови, яким користуються молодь та старше покоління. Літні люди вживають більше автентичної ураклавойської лексики, тоді як мова молодого покоління зазнає сильного впливу з боку тайської мови, переважно її центрального (стандартного) варіанту, меншою мірою — південно-тайської мови.
На острові Ліпе, де живе більшість носіїв південного діалекту, через контакти з малайським населенням малайзійського острова Лангкаві та в провінції Сатун на континенті місцевий діалект зазнав більшого впливу з боку стандартної малайської мови.

## Історія
Деякі особливості ураклавойської мови, особливо її словник, свідчать про те, що вона не є свіжим діалектом, який відколовся від малайської, а належить до числа оригінальних малайських мов, що розвинулись із протомалайської. Як приклад, слово «собака» ураклавойською буде asu, воно співзвучне яванському asu або тагальському aso й не було витіснене малайським anjing. Ураклавойська мова також містить запозичення із санскриту, наприклад kǝpala («голова», від санскритського kapala), sǝmiya («чоловік», від санскритського manusia через mǝnǝsiya і mǝsiya), basa («мова», від санскритського bhāshā), які могли з'явитися в результаті інтенсивних контактів з індійською культурою. Можливо ці процеси відбувалися одночасно з іншими малайськими мовами декілька сотень років тому, коли цих слів у малайських мовах ще не існувало.
Ізольований розвиток ураклавойської мови розпочався тоді, коли урак-лавої залишили суходіл і вийшли в море. Нова реальність пов'язана зі зміною способу життя, викликала зміни в семантиці та створення нового словника. Ураклавойська мова малює світ, з яким не знайомі носії стандартної малайської мови.
Через те, що урак-лавої відмовилися від ісламу, релігії, яка зараз є дуже важливим символом малайської ідентичності, ураклавойська мова зберегла оригінальні малайські слова, замість яких стандартна малайська використовує арабські або перські запозичення, наприклад «могила» ураклавойською буде jiraiˀ, а стандартною малайською kubur (арабське запозичення), «стілець» ураклавойською koˀe, а стандартною малайською kǝrusi (арабське запозичення), «одружитися» ураклавойською bǝkapok, а стандартною малайською kahwin (перське запозичення), «нещасний» ураклавойською najaˀ, а стандартною малайською miskin (перське запозичення).
В останні роки урак-лавойська мова все більше й більше зазнає впливу з боку тайської мови.

## Поточний стан
Багато урак-лавоїв є двомовними, крім рідної вони володіють тайською. В умовах потужного соціально-економічного впливу, впливу з боку засобів масової інформації сфера вживання ураклавойської мови постійно зменшується на користь тайської. Відсутність власної писемності, прогресуюча таїфікація способу життя, мови та освіти пришвидшують процес зникання ураклавойської мови. В результаті вона була включена до переліку мов, що перебувають під загрозою щезання. Швидкість витіснення ураклавойської мови є різною в різних районах. Так на півночі острова Ланта урак-лавої вже доволі сильно асимільовані тайцями. У селі Найрай молодь майже зовсім не користується ураклавойською мовою, навіть удома, хоча й розуміє її. У моноетнічному селі Сангау, що на півдні цього острова, навпаки, населення продовжує вдома спілкуватися ураклавойською. Міцними залишаються позиції ураклавойської мови на острові Ліпе. Молодь вільно володіє рідною мовою, спілкується нею з родичами та приятелями. Звичайним є явище, коли більшість говорить на людях тайською, а вдома продовжує користуватися ураклавойською мовою. Діти, народжені від мішаних шлюбів, більше вважають себе урак-лавоями, ніж тайцями, й спілкуються переважно ураклавойською мовою, хоча зазвичай вільно володіють і тайською.
У школі діти часто вважають за краще говорити тайською мовою. Залишаючи рідні села, наприклад, для продовження навчання на материку, молодь поступово забуває рідну мову.
На острові Ліпе багато урак-лавоїв володіє також малайською мовою.

## Писемність
Ураклавойська мова залишається в основному розмовною. Вона не має укладеної граматики й літературної традиції. Грамотність стала поширюватись серед урак-лавоїв тільки після переходу їх на осілість, коли їхні діти почали навчатись у школах. Зрозуміло, що йдеться про грамотність тайською мовою.
Ураклавойські тексти, записані із використанням тайської абетки, стали з'являтися в другій половині XX ст. Починаючи з 1980-х років християнські місіонери декількох конфесій стали перекладати Біблію ураклавойською мовою, також використовуючи тайське письмо. Тайською абеткою записана й історія Токірі (To’ Kiri), легендарного лідера урак-лавоїв, на пам'ятний латунній дошці на острові Ліпе.
Оскільки ураклавойська та тайська — це мови з дуже відмінною фонологією, деякі знаки, що використовуються для запису ураклавойської мови, досить далекі від їх оригінального звучання. Краще для ураклавойської писемності підходила б латинська абетка, її зокрема використовують малайська, індонезійська, яванська та й взагалі більшість австронезійських мов. Проте з практичних та геополітичних причин, ймовірно, й надалі для запису ураклавойських текстів використовуватиметься тайське письмо.
Зусилля дослідників зараз спрямовані на документуванні ураклавойської мови, запису її зразків за допомогою Міжнародного фонетичного алфавіту з перекладом тайською та англійською мовами. Ці документи є легкими у використанні. Вони можуть використовуватись як у галузі туризму, так і іншими зацікавленими особами.

## Фонетика
Ураклавойська мова має 23 приголосних, серед яких 4 аспірованих, та 8 голосних звуків.
|                    | Губні | Альвеолярні | Альвеоло-палатальні | Велярні | Глотальні |
| ------------------ | ----- | ----------- | ------------------- | ------- | --------- |
| Проривні:          |       |             |                     |         |           |
| глухі неаспіровані | [p]   | [t]         | [c]                 | [k]     | [ʔ]       |
| глухі аспіровані   | [pʰ]  | [tʰ]        | [cʰ]                | [kʰ]    |           |
| дзвінкі            | [b]   | [d]         | [dʒ]                | [ɡ]     |           |
| Фрикативні         |       | [s]         |                     |         | [h]       |
| Носові             | [m]   | [n]         | [ɲ]                 | [ŋ]     |           |
| Латеральні         |       | [l]         |                     |         |           |
| Напівголосні       | [w]   |             | [y]                 |         |           |
| Вібранти           |       | [r]         |                     |         |           |

Звуки [pʰ], [tʰ], [cʰ] використовуються лише в запозичених, переважно тайських словах. Залежно від позиції, звук [r] може вимовлятись як альвеолярний вібрант [r], альвеолярний ударний [ɾ] або апікальний ретрофлексний вібрант [r], іноді досить міцний й ідентичний сільській версії цього приголосного в південно-тайській мові.
|         | Делабіалізовані переднього ряду | Делабіалізовані середнього ряду | Лабіалізовані заднього ряду |
| ------- | ------------------------------- | ------------------------------- | --------------------------- |
| Високі  | [i]                             |                                 | [u]                         |
| Середні | [e]                             | [ə]                             | [o]                         |
| Низькі  | [ɛ]                             | [a]                             | [ɔ]                         |

В ураклавойській мові немає протиставлення між коротким і довгим голосним. Тому довжина голосного не є для неї фонемною категорією. Більшість голосних, як правило, бувають короткими в закритих складах і довгими у відкритих; [o] зустрічається тільки в закритих складах, [ə] — тільки у відкритих. Звук [ǝ] деякі вимовляють як [ɯ], тайський закритий делабіалізований голосний заднього ряду. Є ще звуки [ɩ], [ɪ], [ʌ], [ʊ] — більш низькі варіанти відповідно [i], [e], [a] та [u]; [ə] — це низький варіант [ɤ].
Ураклавойська мова має також 6 дифтонгів ([iǝ], [uǝ], [ui], [oi], [ɔi], [ai]) і 1 трифтонг ([uǝi]).
Фонологія ураклавойської мови дуже подібна до інших малайських мов. Виняток становлять лише наявність аспірованих проривних, різних алофонів приголосного [r] та наявність звуку [ɯ], які, можливо, стали результатом впливу або втручання тайської мови. Набори приголосних та голосних фонем ураклавойської та стандартної малайської мов зокрема мають дуже високий рівень подібності. Що стосується приголосних, основна різниця полягає в наявності в малайській мови фонеми [z], яка зустрічається в арабських та англійських запозиченнях. Натомість ураклавойська мова має дві додаткові голосні фонеми [ε] і [ɔ]. З іншого боку, ураклавойська система голосних є такою самою, як і в малайських діалектах Перака, Кедаха, Пінанга, Негері-Сембілана й Саравака.
Існують чіткі фонетичні відповідності в малайських та ураклавойських словах; це стосується як голосних, так і приголосних звуків. Особливо помітними вони є на кінці слів. Характерними явищами є сильна позиція в ураклавойській мові глотального проривного [Ɂ], а також збереження архаїчного [h] на початку та в середині слова. Специфічною є дифтонгізація голосних на кінці складу перед альвеолярними [s] і [t]. Кінцеві фрикативи й проривні в ураклавойській мові глоталізуються, а кінцеві носові приголосні перетворилися на відповідні глухі проривні. Спостерігається спрощення послідовностей з носових і проривних звуків до лише одного назального компоненту у випадку дзвінких проривних та лише одного проривного, коли він глухий. Кінцевий малайський [l] перетворився в ураклавойській на [n], а кластер [nj] на [ɲ]. В ураклавойські мові відбулася латералізація малайського вібранта [r], з'явилися алофони цього звуку. Відбулися й деякі інші фонетичні зміни, зокрема втрата певних звуків, особливо в префіксах. Деякі з цих фонетичних змін є характерними й для інших малайських діалектів.

## Морфологія
Словотвір в сучасній стандартній малайській мові здійснюється за допомогою афіксації. Численні афікси створюють похідні іменників та дієслів, які можуть докорінно змінювати значення слів. В ураклавойській мові афіксація є непродуктивною, але залишки афіксів можна знайти в певних словах. Окремі іменники та дієслова мають префікси [tǝr-], [bǝr-], [pǝN-], [mǝN-] (тут N означає «носовий приголосний»), які збігаються з аналогічними префіксами в інших малайських мовах. Суфіксів в ураклавойській мові немає зовсім. Слова, які в стандартній малайській відрізняються не тільки за змістом, але й за формою, в ураклавойській стають омофонами з різними значеннями.
Редуплікація в ураклавойській мові буває у формі повного (kata ganda seluruh в стандартній малайській) або часткового (kata ganda separa в стандартній малайській) повторювання. Повне повторювання іменника означає множинність. Повне повторювання статичного дієслова (англ. Stative verb) посилює його значення. Часткове повторення відбувається зазвичай в дієсловах. У більшості випадків воно узагальнює або посилює оригінальне слово. Крім того, існує ряд фіксованих форм, в яких редуплікація стала незмінною морфемою.
Як і стандартна малайська, ураклавойська мова не використовує час, рід або відмінок.
Більшість ураклавойських слів мають два склади. Є слова з одного складу або з більш ніж двома складами, причому трискладові слова трапляються частіше, ніж односкладові.
Існує три типи складів: основний (ядерний, Major Syllable, Nuclear Syllable), малий (периферійний, Minor Syllable, Peripheral Syllable) і передсклад (Pre-Syllable). Наявність основного складу є обов'язковою. На нього завжди падає основний наголос. Основні склади вимовляються довше, ніж малі або передсклади. Крім того, вимова голосних в основних складах, як правило, є більш чіткою та відкритою. Коли слова вимовляються окремо або в коротких стверджувальних реченнях наголос стає ще більш очевидним.
Голосний звук (Г) утворює ядро основного складу, а від одного до трьох приголосних (П) — його периферію. Існує чотири різні структури основного складу: ПГ, ПГП, ППГ, ППГП. Таким чином, на початку складу може стояти один приголосний або кластер з двох приголосних, а на кінці — один приголосний або ж такий звук взагалі може бути відсутній. Наявність малого складу є необов'язковою. Коли він є, то завжди стоїть перед основним складом. Односкладові слова ніколи не мають малого складу. Існує три різні структури малого складу: ПГ, ППГ, ПГП, причому остання зустрічається рідко, більшість малих складів є відкритими. Малий склад несе вторинний (слабкий) наголос. Кожне ураклавойське слово, за винятком односкладових, може також мати один або два передсклади, що передують основному чи малому (в разі його наявності) складові. Поява передскладу є необов'язковою, він завжди ненаголошений Передсклад завжди має структуру ПГ або ППГ, вона відрізняється від аналогічної моделі основного або малого складу якістю голосного та наголосом.
Існують певні спільні особливості появи конкретних приголосних та голосних в різних типах складів. Ядром основного складу можуть бути всі голосні, але найчастіше зустрічаються [i], [a] та [u]; голосний [o] не зустрічається у відкритих складах, а [ǝ] — в закритих. Усі приголосні можуть стояти на початку основного складу, а [p], [t], [c], [k], [Ɂ], [s], [h], [m], [n], [ŋ], [l], [w], [y] також у кінці. Кластери приголосних збереглися в ураклавойській мові лише на початку складу, більшість їх містять [l] або [r], спорадично зустрічаються [w], [n] або [ɲ].
Малі склади можуть містити всі голосні, за винятком [ε] та [ə], найчастіше зустрічаються [i], [a] та [u]. На початку малого складу можуть стояти всі приголосні, за винятком [th], [ch], [kh], [hn], [hɲ] та [hl]. Якщо малий склад має кінцевий приголосний, то це може бути [k], [ʔ], [m], [n], [ŋ] та [j]. Перелік голосних, що зустрічаються в передскладах, є обмеженим, найпоширенішим є звук [ə], хоча зустрічаються також [i], [a] та [ə]. Приголосний в передскладі може бути будь-який, за винятком [ʔ], [h] і [w], додатковий приголосний, якщо він є, — це [r] або [l].
Існують закономірності стосовно того, які голосні звуки можуть стояти перед певними приголосними звуками.

## Наголос і вимова
Ураклавойська мова не є тональною, але більше за малайську використовує наголос та інтонацію. Правильне застосування наголосу в ній є важливішим, ніж у більшості інших малайських мов. Ця особливість є добре помітною навіть для випадкового слухача. Наголос та інтонація вказують на різницю у значенні слів у реченні та намірах, які вони описують. На початку фрази наголошуються слова, що позначають важливу інформацію, а в кінці фрази — слова, що виражають підсумок або перелік справ, які потрібно зробити.
Наголос в ураклавойській мові передбачуваний. У двоскладових словах він ставиться відповідно до структури слова. Якщо першим іде передсклад, наголос робиться на другому (основному) складі, якщо ж на початку йде малий (периферійний) склад, наголос робиться на обох складах: первинний (основний) — на останньому (основному) та вторинний (слабкий) — на першому складі. У трискладових словах наголошеними бувають другий (вторинний наголос) та останній (основний наголос) склади. Якщо слово має два передсклади та один основний склад, наголос ставиться лише на останньому (основному) складі. Якщо ж слово має два малих склади та один основний, первинний наголос буде на останньому складі, а два перших матимуть вторинний наголос. У швидкій розмові вторинний наголос може бути невиразним і чути лише основний наголос.
Довжина звуку в урак-лавойській мові також передбачувана, вона є довшою для основного складу, коротшою для периферійного або передскладу.
Інтонація може зростати або спадати, що передається висотою голосного звуку в останньому складі кожного слова. В звичайних стверджувальних реченнях та командах відбувається падіння висоти звуку, в запитальних, а також у деяких інтенсифікаційних висловлюваннях та нейтральних твердженнях наративного типу — підвищення висоти. Таким чином, без будь-яких синтаксичних змін, лише зміною наголосу, висотою голосу та інтонацією речення може перетворюватись із стверджувального на запитальне. Зростання інтонації в запитальних реченнях зберігається навіть за наявності запитальної частки.
У деяких випадках висота звуку може змінювати значення конкретного слова.

## Частини мови
Ураклавойські іменники не розрізняються за родом і не мають числа. Множина може виражатись шляхом редуплікації (повторення). Іменники можуть утворюватись із дієслів шляхом додавання префікса [pǝN-].
Так само, як стандартні малайські (індонезійська та малайзійська), а також тайська, ураклавойська мова використовує класифікатори (детермінативи) у поєднанні з іменниками для позначення якостей чи кількості цих іменників. Як правило, детермінативи в ураклавойській мові також вказують на фізичні характеристики іменника. Таким чином, іменники за своїми фізичними характеристиками класифікуються за групами, отримуючи для кожної з них однаковий детермінатив. Зміни, яких зазнає ураклавойська мова добре помітні на прикладі використання детермінативів. Молоде покоління часто відмовляється від використання цієї частини мови, або вживає тайські детермінативи.
Особові займенники в ураклавойській мові є двох типів: власне особові та сімейні терміни. Власне особові займенники: ku — перша особа, kaw — друга особа, ɲa — третя особа (всі в однині), kita та kami — перша особа у множині (група пов'язаних осіб), kaɲaw і kuɲa — відповідно друга й третя особа в множині. Сімейні терміни при їх використанні повністю замінюють займенник. Ураклавойська мова також розрізняє два загальні терміни: ˀa (перед особовими назвами) та koˀ (перед загальними назвами та словами, що позначають тварин та речі).
Корені дієслова в ураклавойській мові мають ту саму морфологічну форму, що й іменники, прикметники та інші самостійні частини мови. Як і в інших малайських мовах, ураклавойські дієслова не відмінюються, але можуть мати префікси.
Прийменники використовуються в ураклавойській мові подібно як у стандартній малайській або тайській, проте їх менше й вони можуть мати набагато ширше значення.
Характерною частиною мови є емоційні вигуки, які підкреслюють значення фрази. Вони можуть стояти на початку, в середині та в кінці речення. Емоційні вигуки використовуються не тільки, щоб підкреслити власну думку, але також можуть вимагати чужої згоди або вказувати на сюрприз чи обурення.

## Синтаксис
Граматика ураклавойської мови не дуже відрізняється від граматики стандартної малайської. Це SVO-мова, першим у реченні йде підмет (subject), за ним — присудок (verb) і далі — додаток (object). Існує декілька типових шаблонів речення:
1. неперехідні (intransitive) речення, що складаються із підмета (subject) і додатку/доповнення (complement, це може бути іменник, іменникова фраза, дієслово, прийменникова фраза або число);
2. неперехідні (intransitive) речення, що складаються із підмета (subject), присудка (predicate), що складається з допоміжного дієслова (auxiliary) або детермінативу (determiner), причому не обов'язково, щоб це був прислівник (adverbial clause);
3. неперехідні (intransitive) речення, що складаються із підмета (subject), присудка (predicate), додатку (complement, іменникова фраза, дієслово або дієслівна фраза) й не обов'язково, щоб це був прислівник (adverbial clause);
4. перехідні (transitive) речення, що складаються із підмета (subject), присудка (predicate), додатку (object) і необов'язкового прислівника (adverbial clause);
5. перехідні (transitive) речення, що складаються із підмета (subject), присудка (predicate), додатку (object) і додатку/доповнення (complement, може бути дієслово, дієслівна фраза, іменник або іменникова фраза);
6. перехідні (transitive) речення, що складаються із підмета (subject), присудка (predicate), непрямого додатку (indirect object, beneficiary of an action) та прямого додатку (direct object).

Ураклавойська мова не має узгоджувальних слів. Прикметники та прислівники йдуть за іменником. Детермінативи часу стоять на початку речення.
Пасивний стан речення формується зміною місць між підметом та додатком. Заперечні речення починаються із заперечної частки; в усьому іншому структура залишається такою самою, як і в стверджувальному реченні. Будь-яке звичайне речення може бути перетворено на запитальне додаванням у кінці фрази питальної частки. Якщо в реченні присутній запитальний займенник, питальна частка не використовується. Різні конструкції використовуються для різного рівня порівняння двох сутностей.
Вплив тайської мови відчувається в особливостях ураклавойської граматики. Одним із прикладів цього є використання питальної частки на кінці речення. На відмінну від малайської, тайська використовує декілька запитальних часток, ці короткі морфеми ставлять у кінці фрази чи речення для позначення питання. Ураклавойська мова запозичила й використовує аналогічну схему, виробивши власні частки з оригінальних малайських слів.

## Лексика
З точки зору лексики ураклавойська є типовою малайською мовою. Дослідження Девіда Гогана (англ. David Hogan), які проводились з використанням 200 слів зі списку Сводеша, показали, що 68,6 % ураклавойських слів (діалект острова Пхукет) споріднені із загальновживаною малайською лексикою, ще 22,4 % слів мають відповідники в малайській мові, й лише 8,9 % становлять слова іншого походження. Аналогічні результати показали дослідження ураклавойської мови острова Аданг: 91 % слів зі списку Сводеша мають відповідники у стандартній малайській мові. Частину немалайських слів становлять запозичення з інших мов, інша частина — це географічні назви та вигуки.
Ураклавойська мова є ідеальним інструментом для опису життя морського народу. Вона містить точні й різнорідні слова для позначення морських істот, морських течій і типів хвиль, типів човнів, притулків, прибережних об'єктів, погоди, хмар, дощу, вітрів, напрямків, островів, рифів, морських та прибережних птахів, заходу сонця, пляжів тощо. У той же час в ураклавойській мові відсутньо багато слів, пов'язаних із природними явищами та культурою суходолу, зокрема назви багатьох тварин і птахів (наприклад: оленя, орла, яструба, сокола), рослин (наприклад: троянди, жасмину і винограду), фруктів і квітів, предметів домашнього вжитку та одягу, відтінків червоного і синього кольорів; всі плетені вироби позначаються одним спільним терміном [ra:-ga:]. Деякі слова, що в стандартній малайській використовуються для опису наземних явищ, в ураклавойській мають інше значення. Наприклад, слово gunung у стандартній малайській означає «гора», а його відповідник в ураклавойській gunong означає «величезна хмара». Відповідника малайському слову pasir в значенні «пісок» в ураклавойській мові не існує; замість нього використовується термін tanah, який у стандартній малайській означає «земля» взагалі, а ще «країна».
Мандрівний спосіб життя урак-лавоїв зробив їхню мову мовою численних запозичень. В різний час вони перебували в різних районах і всюди мали контакти з багатьма іншими народами і культурами. Ураклавойський словник містить запозичення із санскриту, малайської, англійської (через малайську) та тайської мов. Слова, запозичені зі стандартної малайської стосуються речей, які не можна знайти в морі, але для яких потрібні слова, коли люди виходять на берег. Запозичення з англійської через малайзійську малайську — це слова, які нещодавно були включені в малайську мову, вони позначають товари, які отримують урак-лавої іззовні. Прямі запозичення з англійської мови — це слова, пов'язані зі зміною способу життя урак-лавоїв, зокрема, коли вони почали ставити на свої човни двигуни та ловити рибу з використанням динаміту.
Сьогодні урак-лавої більше не мандрують, проте потік запозичень лише посилюється. Їхня мова сформувалася для спілкування людей моря, які тепер змушені жити на суходолі. Багато ураклавойських слів більше не мають сенсу. Водночас ураклавойська мова не має власних термінів для позначення явищ та понять, пов'язаних із наукою, технологіями та сучасним світом. Тому сьогодні ураклавойська мова вбирає все більше й більше тайських слів, які необхідні для розуміння роботи поштових відомств, банків, державних установ, шкіл, дії законів, перебігу футбольних матчів, правил поводження в ресторанах тощо. Тайська мова є першою для багатьох молодих урак-лавоїв, тому очевидно, що таїфікація продовжуватиметься й надалі.

### Словник
Список деяких ураклавойських слів зі списку Сводеша з їхніми малайськими відповідниками:
| англійською | українською | ураклавойською | стандартною малайською |  | англійською | українською  | ураклавойською | стандартною малайською |
| ----------- | ----------- | -------------- | ---------------------- |  | ----------- | ------------ | -------------- | ---------------------- |
| I           | я           | ku             | aku                    |  | belly       | живіт        | prui           | perut                  |
| you         | ти          | kaw            | aŋkaw                  |  | neck        | шия          | lehe           | leher                  |
| we          | ми          | kita           | kita                   |  | breast      | груди        | dada           | dada                   |
| this        | цей, ця, це | ini            | ini                    |  | heart       | серце        | jatuk          | jantung                |
| that        | той, та, те | itu            | itu                    |  | liver       | печінка      | hati           | hati                   |
| who         | хто         | sapa           | siapa                  |  | to drink    | пити         | u              | minum                  |
| what        | що          | nama           | apa                    |  | to eat      | їсти         | makat          | makan                  |
| not         | не          | tet            | tidak                  |  | to bite     | кусати       | gigi           | gigit                  |
| all         | все         | səmuha         | semua                  |  | to see      | бачити       | lihai          | lihat                  |
| one         | один        | sa             | satu                   |  | to hear     | чути         | dǝngǝ          | dengar                 |
| two         | два         | duwa           | dua                    |  | to know     | знати        | tahu           | tahu                   |
| big         | великий     | bǝsǝ           | besar                  |  | to sleep    | спати        | tinu           | tidur                  |
| man         | людина      | urak           | orang                  |  | to die      | помирати     | mati           | mati                   |
| fish        | риба        | ikat           | ikan                   |  | to kill     | вбивати      | bunoh          | bunuh                  |
| bird        | птах        | buruk          | burung                 |  | to walk     | ходити       | jalat          | jalan                  |
| dog         | собака      | asu            | anjing                 |  | to come     | приходити    | datak          | datang                 |
| tree        | дерево      | puhot          | puhon                  |  | to lie      | лежати       | tinu           | tidur                  |
| seed        | насіння     | biji           | biji                   |  | to stand    | стояти       | bǝdiri         | berdiri                |
| leaf        | листок      | dawot          | daun                   |  | to say      | говорити     | məlaw          | kata                   |
| root        | корінь      | akǝ            | akar                   |  | sun         | сонце        | mata ari       | mata hari              |
| skin        | шкіра       | kule           | kulit                  |  | moon        | місяць       | bulat          | bulan                  |
| meat        | м'ясо       | lulu           | daging                 |  | star        | зірка        | bitak          | bintang                |
| blood       | кров        | darah          | darah                  |  | water       | вода         | aye            | air                    |
| bone        | кістка      | tulak          | tulang                 |  | rain        | дощ          | hujat          | hujan                  |
| egg         | яйце        | tǝlǝ           | telor                  |  | stone       | камінь       | batu           | batu                   |
| horn        | ріг         | tanu           | tanduk                 |  | sand        | пісок        | tanah          | pasir                  |
| tail        | хвіст       | ikǝ            | ekor                   |  | earth       | земля        | tanah          | tanah                  |
| feather     | перо        | bulu           | bulu                   |  | cloud       | хмара        | kǝmuang        | awan                   |
| hair        | волосся     | bu             | rambut                 |  | smoke       | дим          | asa            | asap                   |
| head        | голова      | pala           | kepala                 |  | fire        | вогонь       | api            | api                    |
| ear         | вухо        | tlinga         | telinga                |  | ashes       | попіл        | habu           | abu                    |
| eye         | око         | mata           | mata                   |  | road        | шлях, дорога | jalat          | jalan                  |
| nose        | ніс         | hiduk          | hidung                 |  | red         | червоний     | mirah          | merah                  |
| mouth       | рот         | mului          | mulut                  |  | green       | зелений      | hijaw          | hijau                  |
| tooth       | зуб         | gigi           | gigi                   |  | yellow      | жовтий       | kuniŋ          | kuning                 |
| tongue      | язик        | lidah          | lidah                  |  | white       | білий        | putih          | putih                  |
| fingernail  | ніготь      | kuku           | kuku                   |  | black       | чорний       | hitap          | hitam                  |
| foot        | стопа       | kaki           | kaki                   |  | night       | ніч          | malap          | malam                  |
| knee        | коліно      | lutui          | lutut                  |  | full        | повний       | penoh          | penuh                  |
| hand        | рука        | tangan         | tangan                 |  | round       | круглий      | bulai          | bulat                  |

Зберігаються ураклавойські назви кількох островів, розташованих уздовж андаманського узбережжя Таїланду: Pulaw Satak (Ланта), Pulaw Bibe (Пхіпхі), Pulaw Hadak (Аданг), Pulaw Nipih (Ліпе), Pulaw Betok (Тонг).